# Kadeř královny Bereniké
Kadeř královny Bereniké je český televizní film z roku 1993, který režíroval Oldřich Daněk podle vlastního scénáře. Film je založen na skutečné historické události z období vlády faraóna Ptolemaia III.

## Děj
Básník Kallimachos a jeho přítel matematik a astronom Konón právě společně oslavují v Alexandrijské knihovně nový astronomův objev. Konón totiž objevil nové, dosud nepopsané souhvězdí a zatím pro něj nemá jméno. V tu chvíli je vyruší Klió, velekněžka chrámu bohyně Arsinoé doprovázená kněžkou Erigoné. Přichází za Kallimachem, se kterým se zná už z mládí, ve velmi delikátní záležitosti. Král Ptolemaios odejel na tažení do Sýrie a královna Bereniké obětovala za jeho šťastný návrat svou kadeř. Kadeř však z jejího chrámu ukradl Kallimachův syn, který je královniným ctitelem. Velekněžka proto žádá básníka, aby zakročil, a obětina byla vrácena. Kallimachos po dlouhé diskusi s Klió nakonec navrhne Konónovi, aby nové souhvězdí, které připomíná cop vlasů, pojmenoval jako Kadeř královny Bereniké. Ztráta z chrámu se vysvětlí tím, že kadeř přemístili na oblohu sami bohové.

## Obsazení
| Jiří Adamíra     | Kallimachos z Kyrény |
| Jiřina Jirásková | velekněžka Klió      |
| Josef Vinklář    | Konón ze Samu        |
| Hana Maciuchová  | kněžka Erigoné       |
| František Němec  | strážce              |
| Miriam Chytilová | otrokyně             |